# Bruck (Familienname)
Bruck ist ein deutscher Familienname.

## Namensträger
- Albrecht Bruck (1874–1964), deutscher Radierer, Kupferstecher und Maler
- Änne Bruck (1907–1978), deutsche Schauspielerin
- Arnold von Bruck (~1490–1554), österreichischer Komponist und Kapellmeister
- Birke Bruck (* 1938), deutsche Schauspielerin
- Carl Bruck (1879–1944), deutscher Arzt und Dermatologe
- Dora Bruck-Heinz (1925–2011), österreichische Kunsthistorikerin
- Eberhard Friedrich Bruck (1877–1960), deutscher Rechtswissenschaftler
- Edith Bruck (* 1932), italienische Schriftstellerin, Dichterin und Regisseurin
- Elsbeth Bruck (1874–1970), deutsche Friedensaktivistin
- Engelbert vom Bruck (1739–1813), Krefelder Publizist und Vertreter der Aufklärung
- Ernst Bruck (1876–1942), deutscher Jurist
- Fedor Bruck (1895–1982), deutscher Zahnarzt
- Felix Friedrich Bruck (1843–1911), deutscher Rechtswissenschaftler
- Florentine Bruck (* 1958), deutsche Filmeditorin
- Franz Maier-Bruck (1927–1982), österreichischer Autor
- Franziska Bruck (1866–1942), deutsche Unternehmerin, NS-Opfer
- Guido Bruck (1920–1966), österreichischer Numismatiker
- Heinz Meyer-Bruck (1927–1997), deutscher Architekt, Kunsthistoriker und Künstler
- Jakob von Bruck († 1472), Abt des Klosters Weißenburg (Elsass)
- Johnny Bruck (1921–1995), deutscher Zeichner
- Jonas Bruck (1813–1883), deutscher Zahnarzt und Buchautor
- Julius Bruck (Mediziner) (1840–1902), deutscher Zahnarzt
- Julius Bruck (Schriftsteller) (1833–1899), deutscher Arzt und Schriftsteller
- Karl Bruck (Schauspieler) (1906–1987), österreichisch-amerikanischer Schauspieler
- Karl Bruck (Kaufmann) (1907–1970), deutscher Kaufmann und jüdischer Funktionär
- Karl Anton Bruck (1839–1880), deutscher Drucker
- Karl Ludwig von Bruck (Politiker) (1798–1860), österreichischer Politiker
- Karl Ludwig von Bruck (Diplomat) (1830–1902), österreichisch-ungarischer Diplomat
- Lilly Bruck (1913–2020), österreichisch-US-amerikanische Sozialpädagogin
- Margit Bruck-Friedrich, österreichische Diplomatin und Juristin
- Marie von Bruck (1835–1919), deutsch-österreichische Schauspielerin, siehe Marie Boßler
- Natalie Bruck-Auffenberg (1854–1918), österreichische Schriftstellerin, Malerin und Sammlerin dalmatinischer Volkskunst
- Niklaus Bruck (1865–1938), deutscher Bibliothekar und Schriftsteller, siehe Wilhelm Teichmann
- Peter A. Bruck (* 1950), österreichischer Kommunikationswissenschaftler und Jurist
- Philipp Bruck (* 1989), deutscher Ingenieur und Politiker (Bündnis 90/Die Grünen)
- Reinhard Bruck (1885–1929), deutscher Theaterschauspieler und -regisseur, Stummfilmregisseur und Drehbuchautor
- Richard Bruck (1914–1991), US-amerikanischer Mathematiker
- Robert Bruck (1863–1942), deutscher Kunsthistoriker
- Siegfried Bruck (* 1863), deutscher Theaterschauspieler und Hörspielsprecher
- Werner Friedrich Bruck (1880–1945), deutsch-britischer Ökonom
- Yoav Bruck (* 1972), israelischer Schwimmer